# Buchanan (Michigan)
Buchanan – miasto w Stanach Zjednoczonych, w stanie Michigan, na Półwyspie Dolnym, w regionie Zachodni Michigan (West Michigan), administracyjna siedziba władz hrabstwa Berrien.